# 이카루스 (2017년 영화)
《이카루스》(Icarus)는 미국에서 제작된 브라이언 포겔 감독의 2017년 다큐멘터리, 스릴러 영화이다. 포겔이 그리고리 롯첸코프 러시아 반도핑 연구소 소장의 도움을 요청해 국제적인 도핑 스캔들을 겪으며 아마추어 사이클 경주에서 우승할 수 있는 도핑 옵션을 탐구한 내용을 담고 있다.
2017년 1월 20일 선댄스 영화제에서 초연되었으며 미국 다큐멘터리 특별 심사위원상을 수상했다. 넷플릭스는 배급권을 인수한 뒤
2017년 8월 4일 전 세계에 이카루스라는 제목으로 개봉했다. 제90회 아카데미상에서 아카데미 장편 다큐멘터리 영화상을 수상했다.

## 같이 보기
- 2017년 선댄스 영화제